# Partido Popular de Taiwan
O Partido Popular de Taiwan (PPT; em chinês tradicional: 台灣民眾黨; em chinês simplificado: 台湾民众党) é um partido político social-liberal e nacionalista cívico de centro-esquerda da República da China (Taiwan). Foi formalmente estabelecido em 6 de agosto de 2019. O partido se considera uma alternativa ao Partido Progressista Democrático e ao Kuomintang.

## Resultados das eleições

### Eleições presidenciais
| Eleição | Candidato | Companheiro de chapa | Total de votos | Proporção de votos | Resultado |
| ------- | --------- | -------------------- | -------------- | ------------------ | --------- |
| 2024    | Ko Wen-je | Cynthia Wu           | 3,690,466      | 26.5%              | Perdeu    |

### Eleições legislativas
| Eleição | Cadeiras ganhas | Votos totais（representação proporcional） | Porcentagem | Mudanças   | Líder do partido | Status  | Presidente   |
| ------- | --------------- | ------------------------------------------ | ----------- | ---------- | ---------------- | ------- | ------------ |
| 2020    | 5 / 113         | 1,588,806                                  | 11.22%      | 5 cadeiras | Ko Wen-je        | Minoria | Tsai Ing-wen |
| 2024    | 8 / 113         | 3,040,334                                  | 22.07%      | 3 cadeiras | Ko Wen-je        | Minoria | Lai Ching-te |